# Вейрман, Полидор
Полидор Вейрман (нидерл. Polydore Veirman; 23 февраля 1881, Гент — 1951, неизвестно) — бельгийский гребец, двукратный серебряный призёр летних Олимпийских игр.
На Играх 1908 в Лондоне Вейрман входил в состав бельгийского экипажа восьмёрок. Его команда заняла итоговое второе место и получила серебряные медали.
На Играх 1912 в Стокгольме он соревновался в одиночных соревнованиях. Он снова занял второе место и выиграл свою вторую серебряную награду.